# Типска врста
Типска врста (лат. species typica) у зоолошкој номенклатури је врста чије име се сматра трајно таксономски повезано са родом или подродом, односно врста која садржи типски биолошки примерак/е одговарајуће врсте.  Сличан концепт употребљава се на надродовске рангове зване типски род.
У ботаничкој номенклатури ови термини немају формални статус по кодексној номенклатури али се понекад позајмљују из зоолошке номенклатуре. У ботаници типски род је узорак – примерак или, ређе, илустација  - који је уједно и типска врста. Име врсте која има тај тип такође се може назвати типским именом рода. Имена родова и породица, различите подгрупе ових рангова, и имена вишег ранга заснованих на именима рода, имају такве типове.
У бактериологији за сваки род одређена је типска врста.
Сваки именовани род или подрод у зоологији, било да је тренутно признат као важећи, теоретски је повезан са типском врстом. У пракси, међутим, у старијим публикацијама постоји остатак нетипизираних имена, када није било потребно навести тип.

## Зоологија
Типска врста је и концепт и практични систем који се користи у класификацији и номенклатури (именовању) животиња. Типска врста представља референтну врсту и самим тим и основ за одређено име рода. Кад год један таксон који садржи више врста мора бити подељен на више  родова, типска врста аутоматски додељује име првобитног таксона једном од  нових таксона, оном који укључује типску врсту.
Термин „типска врста” је регулисан у зоолошкој номенклатури чланом 42.3 Међународног кодекса зоолошке номенклатуре, којим се дефинише типска врста као носилац имена рода или подрода  („име родне групе”). 
У речнику типска врста  је дефинисана као:
„Номинална врста која носи име номиналног рода или подрода”.
Типска врста трајно приписује званично име (генеричко име)  роду, тако што обезбеђује само једну врсту унутар тог рода за коју је име рода трајно везано (тј.  род мора да укључује ту врсту уколико носи то име). Назив врсте је, у теорији, фиксиран за типски примерак.
На пример, типска  врста за род пужева  Monachae је Monacha cartusiana. Тај род се тренутно налази у породици Hygromiidae. Типски род  за ту породицу је род Hygromia.
Концепт типске врсте у зоологију је увео Пјер Андре Латрел (фр. Pierre André Latreille).

## Цитати
Међународни кодекс зоолошке номенклатуре наводи да увек треба навести оригинално име (биномен) типске врсте. Пример се даје у члану 67.1. Astacus marinus Fabricius, 1775 је касније означен као типска врста  рода Homarus, чиме му је дато име Homarus marinus (Fabricius, 1775). Међутим, типску врсту Homarus увек треба навести користећи  оригинално име, односно Astacus marinus Fabricius, 1775.
Иако Међународни кодекс номенклатуре за алге, гљиве и биљке не садржи исту експлицитну изјаву, примери јасно показују да се користи оригинално име, тако да типске врсте за име рода не морају да имају име у оквиру тог рода. Тако у члану 10, став 3, за типско име рода Elodes се наводи  име типске врсте Hypericum aegypticum, а не име типске врсте Elodes aegyptica  (Elodes се сада не сматра посебном од Hypericum-a.)